# João Nepomuceno Castrioto
João Nepomuceno Castrioto (Niterói, 16 de maio de 1801 - Niterói, 11 de junho de 1874) foi um militar e político brasileiro.
Ingressou cedo na vida militar, seguindo carreira no Exército Brasileiro até o posto de capitão, quando servindo com Luís Alves de Lima e Silva, o futuro Duque de Caxias, foi indicado para comandar a recém criada Guarda Policial da Província do Rio de Janeiro, atual Polícia Militar do Estado do Rio de Janeiro.
Castrioto teve seu "batismo de fogo" ocorrido na Bahia, junto com aquele que seria o patrono do Exército. Em 3 de junho de 1835, o capitão Castrioto, que já se havia distinguido na Guerra da Independência e da Cisplatina, durante o período em que servia sob o comando de Caxias no Corpo de Guardas Municipais Permanentes da Corte é indicado por ele e nomeado pelo presidente da província do Rio de Janeiro comandante-geral da recém criada Guarda Policial fluminense (atual Polícia Militar), exercendo este cargo por mais de vinte e cinco anos, quando é reformado, em 14 de março de 1861, e substituído pelo capitão Thomaz Gonçalves da Silva.
Nesse período em que comandou a força policial e nos tempos seguintes, durante trinta e quatro anos, foi deputado provincial na Assembleia Legislativa do Rio de Janeiro, e deputado-geral representando essa província na 10ª legislatura imperial, pelo Partido Conservador. Ao término de sua carreira alcançou o posto de brigadeiro, tendo recebido ao longo da mesma a Ordem de São Bento de Avis, no grau de comendador; do Cruzeiro, no grau de cavaleiro; e da Rosa; e a medalha da Guerra da Independência. 
Atuou, como comandante da polícia, no combate ao tráfico de escravos no litoral da província fluminense e na pacificação das províncias de São Paulo e Minas Gerais quando das Revoltas Liberais contra o governo imperial, controlado por conservadores. Com a falta de efetivo do exército, agravada pela desmobilização ocorrida durante o período das regências, o Império tem de recorrer às províncias que se alinhavam politicamente consigo, tendo à frente o Rio de Janeiro, que resolve enviar tropas no dia 20 de agosto daquele ano para a pacificação de ambas as províncias, o que resultou na emancipação da Província do Paraná. À frente da tropa fluminense, para o combate com os paulistas, estava Castrioto.
Com seu nome foi batizado o espadim que era entregue aos cadetes da Escola de Formação de Oficiais da Polícia Militar do Estado do Rio de Janeiro, entre 1958 e 1975 e atualmente denomina o quartel do Quarto Comando de Policiamento de Área, sediado em Niterói, uma medalha concedida por aquela corporação, além de escolas e logradouros públicos.
Após reformar-se, recolheu-se à Fazenda de Sant'Anna, cuja sede ficava na freguesia de mesmo nome em Niterói, para cuja capela cogitou-se transferir a igreja da freguesia de São Lourenço.
Faleceu em sua residência da cidade de Niterói, em 11 de junho de 1874.
Seu filho Carlos Frederico Castrioto foi deputado provincial e do Império, ministro da Marinha e senador da República.

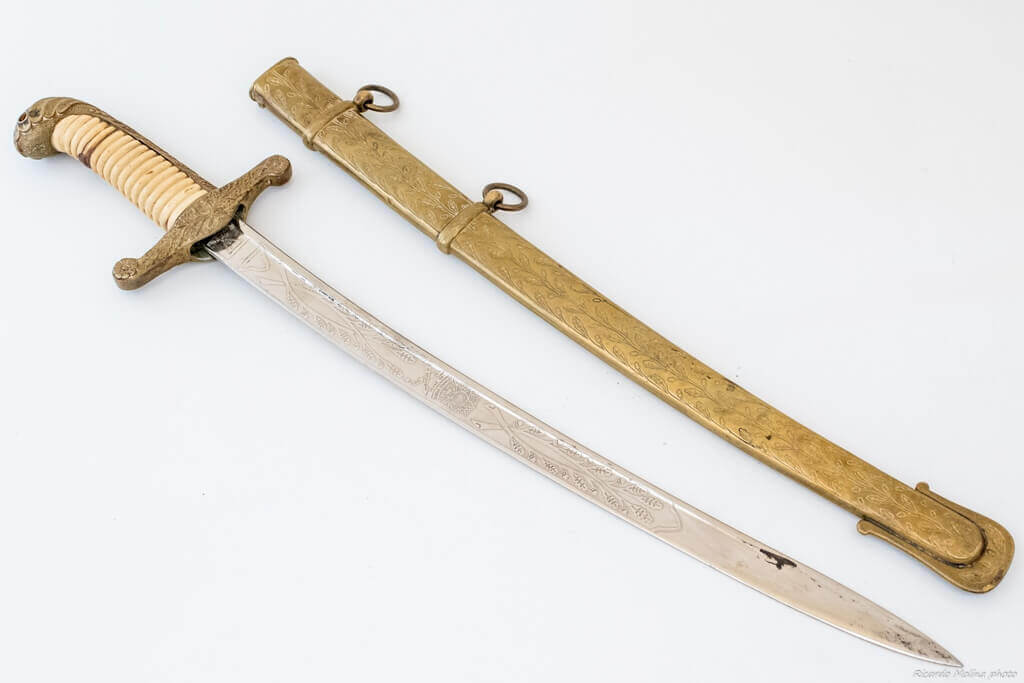
Espadim de Castrioto, recebido por cadetes da antiga Escola de Formação de Oficiais da PMRJ.